# Doornsteeg (gehucht)
Doornsteeg is een gehucht aan de Olevoortseweg in het buitengebied van de gemeente Nijkerk, in de Nederlandse provincie Gelderland. Doornsteeg ligt 8 kilometer ten noorden van Amersfoort.
De naam Doornsteeg komt ook terug in de naam van een wijk in Nijkerk, Doornsteeg en een straat die door de wijk loopt. De straat Doornsteeg liep vroeger tot aan het gehucht, maar met de bouw van de snelweg A28 werd deze weg afgesneden en loopt de weg dood. Het gehucht ligt tegen Nijkerk aan, maar wel aan de andere kant van die snelweg.
Stad: Nijkerk      Dorpen: Hoevelaken · Nijkerkerveen

Buurtschappen: Achterhoek · Appel · Bontepoort (deels) · Doornsteeg · Driedorp · Holk · Holkerveen · Kruishaar · Nekkeveld · Palestina · Prinsenkamp · Slichtenhorst · De Veenhuis · 't Woud · Wullenhoven 

Gelderland: Steden en dorpen in Gelderland      Nederland: Provincies · Gemeenten